# Európai törpeállamok
| Helyezés | Ország        | Területe (km2) | Népesség (fő) | Népsűrűség (fő/km2) |
| -------- | ------------- | -------------- | ------------- | ------------------- |
| 1.       | Andorra       | 468            | 76 177        | 151                 |
| 2.       | Málta         | 316            | 423 374       | 1279                |
| 3.       | Liechtenstein | 160            | 37 468        | 232                 |
| 4.       | San Marino    | 61,19          | 31 595        | 533                 |
| 5.       | Monaco        | 1,93           | 37 831        | 16 329              |
| 6.       | Vatikán       | 0,44           | 1000          | 1780                |

Az európai törpeállamok elhelyezkedése

Európai törpeállamnak a kontinens igen kis területtel rendelkező önálló államait nevezzük. Hat ország tartozik közéjük, növekvő sorrendben: Vatikán, Monaco, San Marino, Liechtenstein, Málta és Andorra. Ezek közül a Vatikán Budapest területének alig egy ezrelékét, Andorra pedig szűken 90%-át teszi ki. (Az utóbbi hat országot követő legkisebb európai ország, Luxemburg viszont már Andorra területének 5,5-szerese.)
Ezen törpeállamok (Liechtenstein kivételével) vámunióban állnak az Európai Unióval, ugyanis az eurót használják fizetőeszközként. A Vatikán a lateráni egyezmény értelmében használja Olaszország pénznemét, azaz régebben az olasz lírát, jelenleg az eurót. San Marino, valamint Monaco közvetlen szerződést kötött az Európai Unióval, így használhatja az eurót. Andorrában mind a francia frankot, mind a spanyol pesetát elfogadták; jelenleg ott is euróval fizetnek. Liechtenstein pedig Svájccal kötött megállapodást, így a svájci frankot használja fizetőeszközként, valamint egy Ausztriával kötött megállapodás értelmében az eurót is elfogadja.